# Gonzalo Pires
Gonzalo Facundo Pires Marchena (Mendoza, 4 maggio 1994) è un giocatore di calcio a 5 argentino.

## Carriera

### Squadre di club
Dall'età di 13 anni gioca nella squadra di calcio a 5 della sua città, il Jockey Club Mendoza (2007-2016). Debutta in Italia nella stagione 2016-17 dove gioca nel Sammichele in serie A2 (11 gol), mentre la (mezza) stagione successiva è al Buldog Lucrezia (22 reti). La stagione 2018-19 è a Manfredonia (8 reti), solo un mese poiché doveva giocare il Mondiale (Campionato Mondiale 2019 svolto dall'altra Federazione esistente, non la FIFA, vinto dall'Argentina). Nella stagione 2019-20 è a Fuorigrotta, arriva a fine gennaio ma dopo pochi giorni è pandemia covid 19. Nella stagione 2020-21 gioca nel Modena Cavezzo Futsal con la quale raggiunge la promozione in serie A2 (29 reti). Gioca a Modena anche la stagione di serie A2 2021-22 (23 reti) mentre nella stagione 2022-23 gioca a Cesena (sempre in A2, 24 gol) ed è capocannoniere di Coppa Italia (6 reti). Finita la stagione a Cesena, va al Tigres in Venezuela per giocare la Coppa Libertadores di futsal e dopo torna a giocare nel Jockey Club Mendoza due mini campionati che durano una settimana. A giugno campionato Division di Honor, che è stato vinto con Gonzalo Pires capocannoniere e MVP del torneo. A luglio in Brasile gioca il Mondiale dì Club che viene vinto. Nella stagione 2023-24 gioca nel Città di Mestre (in Serie A2 Élite) con il quale raggiunge le Final Four di Coppa Italia, perdendo la finale col Vinumitaly Petrarca Padova. E' capocannoniere di Coppa Italia (4 gol), segnando 24 reti nella stagione regolare.

### Squadra Nazionale Argentina
Nel 2014 gioca con la Squadra Nazionale Argentina Under 20 con la quale gioca la Federación Cafs 2014 in Cile e si laurea Campione. Gioca con la nazionale maggiore la Federación Cafs 2015 in Bielorussia e raggiunge il terzo posto. La Federación Cafs 2019 si gioca in Argentina e con tale Nazionale Gonzalo vincerà il titolo mondiale.

## Palmares

### Nazionale

#### Under 20
- Federación Cafs 2014: 1
Cile: Campione

#### Squadra Nazionale
- Federación Cafs 2019: 1
Argentina: Campione

- Federación Cafs 2015:
Bielorussia: Terzo posto

### Club

#### Competizioni internazionali
- Campionato mondiale di Club: 1
Jockey Club Mendoza: 2023 in Brasile

#### Competizioni nazionali
- Campionato di Serie B: 1
Modena Cavezzo Futsal: 2020-21 (girone C)

- Coppa Italia di Serie A2: 1
.Cesena: 2022-23 Capocannoniere con 6 reti

- Campionato argentino: 1
Jockey Club Mendoza: 2023

### Individuale
- Capocannoniere della Coppa Italia di Serie A2 Élite: 1
2023-2024 (4 gol)